# Nekrolog 1663
Nekrolog
◄◄
| ◄
| 1659
| 1660
| 1661
| 1662
| 1663 | 1664 | 1665 | 1666 | 1667 | ► | ►►
Weitere Ereignisse | Allgemeiner Nekrolog 1663
Die Beschreibung der verstorbenen Person sollte so kurz wie möglich gehalten sein und nur deren signifikante Tätigkeit(en) enthalten.
Neue Namen ggf. auch unter dem Geburts- und Sterbedatum, also etwa unter 1. Januar und im Geburts- und Sterbejahr (2024) eintragen (nur bei entsprechender großer Wichtigkeit). Für Beispiele siehe die schon vorhandenen Artikel.
Außerdem über die fünf zuletzt Verstorbenen, zu denen es einen ausreichend guten Artikel für eine Präsentation auf der Hauptseite gibt, nach der todesbedingten Überarbeitung der Artikel ggf. auch unter Wikipedia Diskussion:Hauptseite informieren und sie am besten auch in den anderen Wikipedia-Sprachversionen eintragen. Tipp: Regelmäßig bei news.google.de nach „ist tot“, „gestorben“ oder „verstorben“ suchen.
Wenn eine Person gestorben ist, gibt es viele Seiten zu dieser Person in der Wikipedia, die davon auch betroffen sind und entsprechend aktualisiert werden müssen. Beispiele: Namenübersichtsseite, Geburtsjahr, Geburtsort-Seiten und viele mehr.
Wie finde ich die betroffenen Seiten?
Im Suchfeld auf der linken Seite gibt man den Suchbegriff so ein: „Vorname Nachname“. Dann klickt man auf Volltext und alle Seiten mit entsprechendem Suchtext werden aufgerufen. Hier sieht man dann schnell, wo auch das Todesjahr Sinn macht oder sogar ein Teil des Artikels angepasst werden muss. Auch hilft das „Werkzeug“ auf der linken Seite sehr gut, um solche Seiten aufzufinden: „Links auf diese Seite“. Somit ist die Wikipedia wieder aktuell in allen Bereichen! Hinweis: bei Eintragung der Kategorie „Gestorben JAHR“ wird der Missbrauchsfilter 49 ausgelöst, was jedoch nicht schlimm ist. Siehe: Spezial:Missbrauchsfilter/49
Dies ist eine Liste von im Jahr 1663 verstorbenen bekannten Persönlichkeiten. Die Einträge erfolgen innerhalb der einzelnen Daten alphabetisch sortiert. Tiere sind im Nekrolog für Tiere zu finden.

## Januar
| Tag        | Name                 | Beruf, bekannt als                          | Alter | Beleg |
| ---------- | -------------------- | ------------------------------------------- | ----- | ----- |
| 6. Januar  | Simone Luzzatto      | Rabbiner im Ghetto Venedigs                 |       |       |
| 17. Januar | Domenico Manetti     | italienischer Maler                         |       |       |
| 23. Januar | Giancarlo de’ Medici | Sohn von Cosimo II. de’ Medici und Kardinal | 51    |       |
| 27. Januar | Karl Stengel         | Benediktinerabt und Historiker              | 81    |       |
| 28. Januar | Jacob Lossius        | deutscher lutherischer Theologe             | 66    |       |

## Februar
| Tag         | Name                                    | Beruf, bekannt als                                                                    | Alter | Beleg |
| ----------- | --------------------------------------- | ------------------------------------------------------------------------------------- | ----- | ----- |
| 1. Februar  | Christoph Lüthardt                      | Schweizer evangelischer Geistlicher und Hochschullehrer                               | 72    |       |
| 17. Februar | Wolfgang Meurer                         | kursächsischer Oberstleutnant und Rittergutsbesitzer                                  |       |       |
| 18. Februar | Wolfgang Kilian                         | deutscher Kupferstecher                                                               | 81    |       |
| 19. Februar | Adam Adami                              | Ordensgeistlicher, Weihbischof in Hildesheim                                          |       |       |
| 20. Februar | Johann Christoph Eisenmenger der Ältere | Stadtarzt in Heilbronn                                                                | 70    |       |
| 24. Februar | Marianus Rot                            | Schweizer katholischer Geistlicher und Bühnenautor                                    |       |       |
| Februar     | Jeremias Van Vliet                      | Kaufmann der Niederländischen Ostindien-Kompanie und Chronist siamesischer Geschichte |       |       |

## März
| Tag      | Name                                  | Beruf, bekannt als | Alter | Beleg |
| -------- | ------------------------------------- | --- | ----- | ----- |
| 5. März  | Georg Endermann                       | Bürgermeister von Görlitz |       |       |
| 8. März  | Hans Christoph von Königsmarck        | deutscher Heerführer in schwedischen Diensten während des Dreißigjährigen Krieges                                               | 57    |       |
| 8. März  | Johannes Vogel                        | deutscher Theologe (evangelisch) und Lyriker                                                                                    | 73    |       |
| 13. März | Hugo Everhard Cratz von Scharfenstein | Bischof von Worms |       |       |
| 13. März | Eduard von der Pfalz                  | Prinz von der Pfalz | 37    |       |
| 15. März | Johann Wilhelm von Stubenberg         | Barockdichter und Übersetzer | 43    |       |
| 22. März | Lorenz Bodock                         | Rektor an der Universität Rostock                                                                                               | 55    |       |
| 27. März | Isaack Colonia                        | holländischer Maler |       |       |
| 29. März | Karl Albert de Longueval              | Graf von Buquoy, Baron de Vau (l)x, Grande von Spanien, königlich spanischer Statthalter (Grand-Bailli) der Grafschaft Hennegau |       |       |

## April
| Tag       | Name                                  | Beruf, bekannt als                                                                      | Alter | Beleg |
| --------- | ------------------------------------- | --------------------------------------------------------------------------------------- | ----- | ----- |
| 2. April  | Julius Johann Weiland                 | deutscher Komponist                                                                     |       |       |
| 5. April  | Jonas Meisterlin                      | deutscher Jurist und Verhandlungspartner für den Westfälischen Frieden                  | 77    |       |
| 17. April | Ilarione Rancati                      | italienischer Zisterzienserabt, Theologe, Bibliothekar, Gelehrter und Arabist           | 68    |       |
| 21. April | Annibale Bentivoglio                  | italienischer römisch-katholischer Geistlicher, Titularbischof und päpstlicher Diplomat |       |       |
| 23. April | Georg Ulrich von Wolkenstein-Rodeneck | kaiserlicher Diplomat                                                                   | 64    |       |
| 29. April | Margarete Jolande von Savoyen         | Prinzessin von Savoyen, durch Heirat Herzogin von Parma                                 | 27    |       |
| April     | Nicolas Hotman                        | französischer Komponist, Lautenist und Gambist                                          |       |       |

## Mai
| Tag     | Name                            | Beruf, bekannt als                                                                                          | Alter | Beleg |
| ------- | ------------------------------- | --- | ----- | ----- |
| 11. Mai | Henri II. d’Orléans-Longueville | Pair von Frankreich, Herzog von Longueville, Estouteville und Coulommiers, Fürst von Neuchâtel und Valangin | 68    |       |
| 23. Mai | Ludwig Meyer                    | Schweizer Statthalter, Landvogt und Ritter                                                                  | 76    |       |

## Juni
| Tag      | Name                         | Beruf, bekannt als                               | Alter | Beleg |
| -------- | ---------------------------- | ------------------------------------------------ | ----- | ----- |
| 3. Juni  | Adrian von Enkevort          | Heerführer im Dreißigjährigen Krieg              | 59    |       |
| 4. Juni  | William Juxon                | Bischof von London und Erzbischof von Canterbury |       |       |
| 4. Juni  | Robert Notz                  | österreichischer Zisterzienser                   |       |       |
| 12. Juni | Johann Georg von Herberstein | Bischof-Elekt von Regensburg                     | 71    |       |
| 16. Juni | Johann Dürr                  | deutscher Kupferstecher                          |       |       |
| 27. Juni | Richard de Sade              | französischer Adliger aus dem Hause Sade         |       |       |
| 28. Juni | Giulio Cesare Sacchetti      | italienischer Kurienkardinal                     | 75    |       |

## Juli
| Tag      | Name                                | Beruf, bekannt als                                                                      | Alter | Beleg |
| -------- | ----------------------------------- | --------------------------------------------------------------------------------------- | ----- | ----- |
| 2. Juli  | Thomas Selle                        | Kirchenmusiker und Komponist                                                            | 64    |       |
| 8. Juli  | Wolfgang Crell der Jüngere          | deutscher reformierter Theologe und kurfürstlich-brandenburgischer Domprediger in Cölln | 70    |       |
| 11. Juli | Lubin Baugin                        | französischer Maler                                                                     |       |       |
| 16. Juli | Heinrich von Heffter                | deutscher Jurist und Bürgermeister                                                      | 52    |       |
| 16. Juli | Wilhelm VI.                         | deutscher Adliger                                                                       | 34    |       |
| 24. Juli | Thomas Baltzar                      | deutscher Violinist und Komponist                                                       |       |       |
| 25. Juli | Johann Konrad Richthausen von Chaos | österreichischer Chemiker, Münzfachmann und Mäzen                                       | 58    |       |
| Juli     | Hendrickje Stoffels                 | Haushälterin und spätere Lebensgefährtin von Rembrandt Harmensz van Rijn                |       |       |

## August
| Tag        | Name                                  | Beruf, bekannt als                                         | Alter | Beleg |
| ---------- | ------------------------------------- | ---------------------------------------------------------- | ----- | ----- |
| 3. August  | Johann Adolf Loesch von Hilkerthausen | Ritter des Deutschen Ordens                                |       |       |
| 9. August  | Silvester Hiller                      | Schweizer Mediziner und Bürgermeister                      | 70    |       |
| 23. August | Nicolò Guidi di Bagno                 | Heerführer, Erzbischof, Apostolischer Nuntius und Kardinal |       |       |

## September
| Tag           | Name                       | Beruf, bekannt als                                  | Alter | Beleg |
| ------------- | -------------------------- | --------------------------------------------------- | ----- | ----- |
| 4. September  | Johannes Hornschuch        | deutscher Philologe und Pädagoge                    | 63    |       |
| 9. September  | Gaspare Vigarani           | italienischer Ingenieur und Architekt               |       |       |
| 10. September | Philipp Heinrich Friedlieb | deutscher Theologe                                  |       |       |
| 18. September | Josef von Copertino        | italienischer Franziskaner und Heiliger             | 60    |       |
| 27. September | Philipp                    | Herzog von Schleswig-Holstein-Sonderburg-Glücksburg | 79    |       |
| 28. September | Jakym Somko                | Hetman der linksufrigen Ukraine                     |       |       |

## Oktober
| Tag         | Name                                 | Beruf, bekannt als                                          | Alter | Beleg |
| ----------- | ------------------------------------ | ----------------------------------------------------------- | ----- | ----- |
| 3. Oktober  | Susanna Margarethe von Anhalt-Dessau | Prinzessin von Anhalt-Dessau, durch Heirat Gräfin von Hanau | 53    |       |
| 7. Oktober  | Johann Richard Rham                  | Prämonstratenser, Alchemist, Diplomat                       |       |       |
| 7. Oktober  | Sophie Eleonore von Hessen-Darmstadt | Landgräfin von Hessen-Homburg                               | 29    |       |
| 9. Oktober  | Adolphus Vorstius                    | niederländischer Mediziner und Botaniker                    | 65    |       |
| 11. Oktober | Johann Hieronymus Staude             | deutscher Orientalist und Hochschullehrer                   |       |       |
| 15. Oktober | Gautier de Costes de La Calprenède   | französischer Schriftsteller                                |       |       |
| 19. Oktober | Lucius Gabriel                       | Schweizer reformierter Pfarrer und Bibelübersetzer          |       |       |
| 20. Oktober | Raphael Cotoner                      | Großmeister des Malteserordens                              |       |       |
| 25. Oktober | Andreas Ganzland                     | deutscher Mediziner und kursächsischer Leibarzt             | 56    |       |
| 25. Oktober | Albertus Arnoldus van Hutten         | niederländischer Prediger und Gelehrter                     |       |       |

## November
| Tag          | Name                 | Beruf, bekannt als                                                           | Alter | Beleg |
| ------------ | -------------------- | ---------------------------------------------------------------------------- | ----- | ----- |
| 8. November  | Nicodemus Lappius    | reformierter Theologe                                                        | 81    |       |
| 8. November  | Christian zu Rantzau | Statthalter im königlich-dänischen Anteil von Schleswig-Holstein (1648–1663) | 49    |       |
| 13. November | Domenico Guargena    | italienischer Maler                                                          |       |       |
| 17. November | Biagio Marini        | italienischer Violinist und Komponist                                        | 69    |       |
| 20. November | Volkmar Limprecht    | deutscher Pädagoge und Kommunalpolitiker                                     |       |       |
| 24. November | Ludwig IV.           | Herzog von Liegnitz und Brieg (1639–1653)                                    | 47    |       |

## Dezember
| Tag          | Name                          | Beruf, bekannt als | Alter | Beleg |
| ------------ | ----------------------------- | --- | ----- | ----- |
| 5. Dezember  | Michele Balaguer              | spanischer Geistlicher und Bischof von Malta                                                                           | 66    |       |
| 12. Dezember | Joachim Betke                 | deutscher evangelischer Theologe und Spiritualist                                                                      | 62    |       |
| 17. Dezember | Nzinga von Ndongo und Matamba | angolanische Königin von Matamba und Ndongo                                                                            |       |       |
| 21. Dezember | Camillo Astalli               | italienischer Kardinal                                                                                                 |       |       |
| 27. Dezember | Christina von Frankreich      | durch Heirat Herzogin von Savoyen                                                                                      | 57    |       |
| 28. Dezember | Francesco Maria Grimaldi      | italienischer Jesuit, Physiker und Mathematiker                                                                        | 45    |       |
| 29. Dezember | Johann Erhard Heberer         | deutscher Kaufmann, schwedischer Administrator (Vogt) des Amtes Mainburg, Ratsherr und Bürgermeister in Schweinfurt    | 59    |       |
| 30. Dezember | Anna Roleffes                 | deutsche Schankwirtin, Dienstmagd, Heilkundige und Wahrsagerin, in Braunschweig als „Hexe“ verurteilt und hingerichtet |       |       |
| Dezember     | Jobst Heider                  | deutscher Organist, Cembalist und Komponist                                                                            |       |       |

## Datum unbekannt
| Tag | Name                              | Beruf, bekannt als                                                                | Alter | Beleg |
| --- | --------------------------------- | --------------------------------------------------------------------------------- | ----- | ----- |
|     | António Barbosa Bacelar           | portugiesischer Jurist und Schriftsteller                                         |       |       |
|     | Abu’l Ghazi Bahadur               | Khan von Chiwa                                                                    |       |       |
|     | Claude de Bourdeille              | französischer Adliger und Graf von Montrésor                                      |       |       |
|     | Guido Cagnacci                    | italienischer Maler des Barock                                                    |       |       |
|     | Daniel van den Dyck               | flämischer Maler                                                                  |       |       |
|     | Lion Gardiner                     | englischer Offizier                                                               |       |       |
|     | Henning Gerdes                    | deutscher Jurist und Bürgermeister von Greifswald                                 |       |       |
|     | Berthold von Königsegg-Rothenfels | deutscher römisch-katholischer Geistlicher, Domherr in Köln                       |       |       |
|     | Augustin Oswald von Lichtenstein  | Komtur und Landkomtur des deutschen Ordens                                        |       |       |
|     | Andreas Neunhaber                 | deutscher Organist                                                                |       |       |
|     | Georg Pfründt                     | deutscher Medailleur, Wachsbossierer und Kupferstecher                            |       |       |
|     | Caspar von Potthausen             | kurbrandenburger Generalwachtmeister zu Fuß sowie Geheimer Kriegsrat              |       |       |
|     | Athanasios Rhetor                 | zypriotischer Priester                                                            |       |       |
|     | Heinrich Scheidemann              | deutscher Komponist                                                               |       |       |
|     | Christian Schiebling              | deutscher Maler                                                                   |       |       |
|     | Michael Stappert                  | deutscher Pfarrer                                                                 |       |       |
|     | Johann Franz von Trautson         | österreichischer Adeliger, Staatsmann und Statthalter des Landes Niederösterreich |       |       |
|     | Casper Vogell                     | thüringischer Baumeister                                                          |       |       |
|     | Jonas Weigel                      | deutscher Orgelbauer                                                              |       |       |